# Festival de Jazz de Vitoria

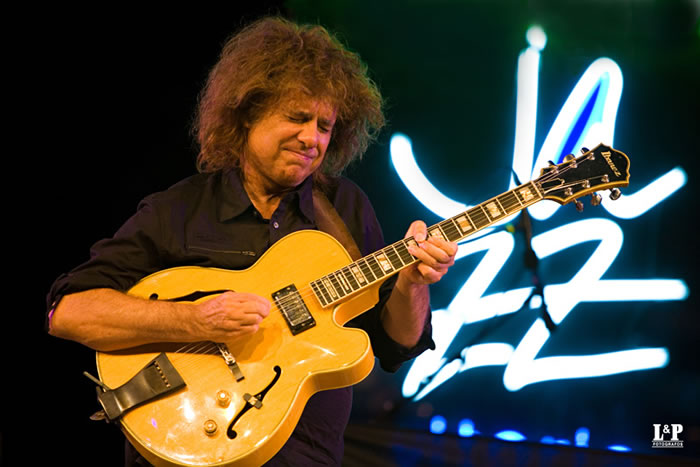
Pat Metheny en el Festival de Jazz de Vitoria.

El Festival de Jazz de Vitoria (es euskera y oficialmente, Gasteizko Jazzaldia) es un festival musical organizado por una asociación sin ánimo de lucro. Nació en el año 1977 de manos de un colectivo llamado Jazzteiz. 
Celebrado en la ciudad de Vitoria (España), tras una primera temporada con sede en el polideportivo de Landázuri, la segunda edición de este certamen se efectuó en el polideportivo de Mendizorroza. En su tercer año, cambió de organizadores.
Los cuatro primeros años, el festival duraba dos días, y en las tres primeras ediciones se programaban actuaciones de los ganadores del concurso amateur del Festival de Jazz de San Sebastián.
En 1981 comenzaron a venir grandes estrellas como Oscar Peterson, Muddy Waters y Carrie Smith, pero aún duraba sólo 3 días el festival.
Poco a poco fue creciendo y recibió a estrellas como Ella Fitzgerald, Dizzy Gillespie, Stan Getz... En la séptima edición se añadió un día más, en la décima otro, y, de este modo, paso a paso, llegó a ser lo que es hoy. Desde 1995, el Festival de Jazz de Vitoria dura una semana completa.
En 1990, en la 14.ª edición, se creó lo que hoy llamamos Jazz del siglo XXI: otro escenario, más pequeño, en el que los conciertos son por la tarde. Ha tenido varios emplazamientos: el Auditorio de la Escuela de Música Jesús Guridi, Palacio Europa, el Aula de Cultura de Álava y el Teatro Principal. En esta parte del Festival se programan nuevas promesas: tocaron, por ejemplo, Noa, Gonzalo Rubalcaba, Russell Malone, Gogo Penguin y el tristemente fallecido Esbjörn Svensson.
En 1985, el Festival de Jazz de Vitoria creó un seminario en el que el profesor era Joe Pass; en 1989, otro con Triple Treat; también hubo una clase magistral impartida por Wynton Marsalis. Una estatua y un banco en el Parque de la Florida homenajea su persona.
En el año 2003 se empezó a hacer todos los años seguidos. En estos seminarios se han recibido clases de Pat Metheny, de la Escuela Juilliard de Nueva York, que impartió estas clases durante 4 festivales, y de Fred Hersch.
En el año 1988, se creó la EJFO (European Jazz Festival Organization). En esta organización admitían un Festival de Jazz por país, y España fue representada por el Festival de Jazz de Vitoria.
La EJFO se convirtió en IJFO (International Jazz Festival Organization) en el año 2002, tras la entrada de Montreal y Vancouver un poco más tarde.
Progresivamente el ayuntamiento de Vitoria se ha ido involucrando en el festival y actualmente éste incluye eventos repartidos por toda la ciudad, como pasacalles o conciertos alternativos en otros recintos.
Durante casi cuarenta años la Asociación Festival de Jazz de Vitoria fue dirigida por Iñaki Añua. En 2018 entró una nueva junta a su dirección.
Actualmente el festival sigue celebrándose, alcanzado en 2025 su 43° edición.

### Sedes oficiales
El festival de jazz de Vitoria dispone de varios y espacios y escenarios dónde se realizan las actuaciones. Estos son el polideportivo de Mendizorrotza, el Teatro Principal y el Hotel NH Canciller con su ciclo de jazz a medianoche. Durante los días que dura el festival, las calles también se transforman en escenario en las que las bandas de jazz animan la ciudad.
- Polideportivo de Mendizorrotza
Con una capacidad para 4.000 personas. Las entradas principales al recinto están situadas en la Plaza Amadeo García de Salazar (cerca del Paseo de Cervantes), frente a la zona de aparcamiento, las salidas se efectúan por esas mismas puertas y por las traseras que dan al Portal de Lasarte. Cuenta con un bar en el que se sirven bocadillos y bebidas durante las actuaciones.
- Teatro Principal
El teatro Principal Antzokia, situado en pleno centro de la ciudad de Vitoria, cuenta con un aforo de 984 localidades de las cuales 20 están destinadas a personas con movilidad reducida.
La programación del teatro comprende todo el año, salvo en breves periodos de tiempo destinados al mantenimiento del teatro.
Los espectáculos se estructuran en cuatro temporadas, invierno-primavera, verano, Festival Internacional de Teatro y Navidad. Cada temporada a su vez dispone de su período específico de venta de entradas.
Esta programación anual, con más de 150 espectáculos, es de carácter generalista e incluye todas las disciplinas de las artes escénicas.
El teatro es el género más programado. Gracias a la constante labor realizada desde hace cuatro décadas en el Festival Internacional de Teatro, este género ha ido ocupando un lugar en el hábito cultural de la población de Vitoria. Esta circunstancia permite a lo largo de todo el año programar de modo estable actuaciones de compañías de primer nivel nacional e internacional.
Al teatro le sigue la música en todos sus estilos, destacando los conciertos de abono de la Orquesta de Euskadi y el ciclo de Grandes Conciertos. Del mismo modo se ofrecen musicales y conciertos de jazz, flamenco, pop, etc.
La programación se completa con espectáculos de danza, humor, folklore, además de espectáculos de teatro y música para toda la familia.
- Hotel NH Canciller
Es uno de los hoteles con más capacidad de la ciudad. Está localizado en frente del parque de la Florida y muy cerca del centro histórico. Mientras dura el festival, los artistas acuden a medianoche a ofrecer sus recitales al que todo el mundo puede acudir de manera gratuita. Es un espacio en el que se logra una gran cercanía con los músicos.

### Carteles
Aparte de los músicos, la historia del festival también queda reflejada en el trabajo de diversos artistas gráficos que a lo largo de los años han plasmado la esencia del festival en una gran colección de carteles.